# Snowshoe Pass
Snowshoe Pass är ett bergspass i Antarktis. Det ligger i Östantarktis. Australien gör anspråk på området. Snowshoe Pass ligger 427 meter över havet.
Terrängen runt Snowshoe Pass är kuperad åt nordost, men åt sydväst är den platt. Snowshoe Pass ligger nere i en dal. Trakten är obefolkad. Det finns inga samhällen i närheten.